# Lepturges perelegans
Lepturges perelegans är en skalbaggsart som beskrevs av Bates 1863. Lepturges perelegans ingår i släktet Lepturges och familjen långhorningar. Inga underarter finns listade i Catalogue of Life.